# USS Henley (1946)
De USS Henley (DD-762), een Allen M. Sumner-klasse torpedobootjager, was het vierde schip met de naam 'Henley' van de Amerikaanse Marine, genoemd naar kapitein Robert Henley (5 januari 1783 - 7 oktober 1828), een officier van de Amerikaanse Marine tijdens de Quasi-Oorlog (1798-1800) met Frankrijk, de oorlog van 1812 en de Tweede Barbarijnse Oorlog.
Naast de drie torpedobootjagers USS Henley (DD-39), (DD-391) en (DD-726) werd er nog een vierde 'Henley' toegevoegd, de USS John D. Henley (DD-553), met de naam van kapitein John D. Henley, een broer van Robert Henley.

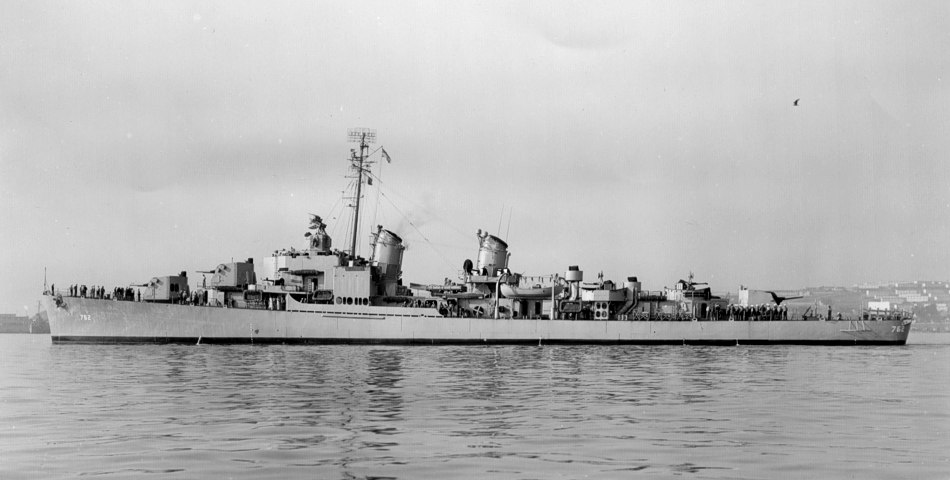
USS Henley (DD-762)

## Geschiedenis
De vierde USS Henley (DD-762) werd te water gelaten op 8 april 1945, net voor het einde van de Tweede Wereldoorlog, althans van de Pacifische Oorlog, door Bethlehem Steel Co., San Francisco, Californië, en gedoopt door de echtgenote van George S. Wheaton, die afstamde van John D. Henley, en in dienst gesteld op 8 oktober 1946, met commandant Dwight L. Moody als bevelhebber. Ze had juist de Tweede Wereldoorlog gemist.
Na haar testvaart en oefenreis in de Pacific voer de USS Henley oostwaarts, voor een vijf maanden durende diensttocht voor de Sonar School op Key West, op 19 februari 1947. Het schip kwam aan te Norfolk, van waar het vertrok op 28 april voor zijn eerste reis naar de Middellandse Zee tot het op 1 december te Boston aankwam. Op haar tweede rondreis in de Middellandse Zee patrouilleerde de Henley met andere VN-schepen in de zomer van 1948 toen de Israëlisch-Arabische kwestie dreigde uit te monden in een oorlog. Na een jaar van tactische training en vlootmanoeuvres werd de USS Henley uit dienst genomen te Charleston op 15 maart 1950.
Maar met het uitbreken van de Koreaanse Oorlog, zes maanden later, kwam ze weer in dienst. Na een aanpassing van de uitrusting vertrok ze in juli 1951 voor een nieuwe reis met de Zesde Vloot naar de Middellandse Zee. De USS Henley werd vrijgesteld van haar plichten en maakte een cruise naar de noordelijker gelegen Europese havens, waaronder een tocht over de Seine naar Rouen, vooraleer ze terugkeerde naar Norfolk in februari 1952.
In gezelschap van de Destroyer Division 221 vertrok de USS Henley (DD-762) uit Norfolk op 25 september 1953 voor een wereldreis die 218 dagen duurde, over een afstand van 44.000 zeemijlen.
Tijdens deze periode voer de USS Henley terug naar de Middellandse Zee en het Suezkanaal, en nam ook deel aan de verfilming van The Bridges of Toko-Ri voor de Koreaanse en Japanse kust. Daar opereerde ze met de Zevende Vloot in de Aziatische wateren. Ze keerde terug naar de States, via het Panamakanaal en de Caraïben. Het volgende jaar wisselde de USS Henley dienst in de Middellandse zee af met het oefenen van de bestrijding van onderzeeërs en andere tactische exercities, vanaf de Oostkust van de Verenigde Staten en in de Caraïben. In 1959 nam het schip deel aan Task Force 47 voor de Inland Seas Cruise, in de richting van de Grote Meren, over de zojuist geopende Saint Lawrencezeeweg. Bijna 75.000 Amerikanen bezochten deze vertegenwoordiger van de zoutwatermarine tijdens de twee maanden durende reis over zoet water.
Tijdens de Cubacrisis in de herfst van 1962 nam de USS Henley deel aan de zeeblokkade van het eiland. Uiteindelijk keerden de Russische vrachtschepen, geladen met de omstreden raketten, terug naar de Sovjet-Unie.
Op 1 oktober 1964 kreeg de USS Henley (DD-762) een nieuwe rol als Naval Reserve-opleidingsschip, voor het opleiden van bemanningen in het bestrijden van onderzeeboten. Hiervoor kreeg ze een groot onderhoud te Newport News, Virginia, en werd de bemanning bijgeschoold te Guantánamo Bay op Cuba. Daar begon de eerste van een reeks Naval Reserve-oefentochten buiten Norfolk, op 1 mei 1965. Met een kleine vaste bemanning kruiste het schip langs de Atlantische kust tot aan de Caraïben gedurende de volgende twee jaren en werd het ingezet als een oefenplatform op zee voor honderden reservisten van de Naval Reserve. Tot halverwege 1972 voerde het deze taak uit, waarbij zowel officieren als manschappen opgeleid werden.
In juli 1973 werd het schip uit de actieve dienst gehaald en in juni 1974 werd de USS Henley doorverkocht voor de sloop.

## USS Henley (DD-762)
- Klasse en type: Allen M. Sumner-klasse - Torpedobootjager U.S. Navy
- Werf: Bethlehem Steel Co., San Francisco
- Gebouwd: 8 februari 1944
- Te water gelaten: 8 april 1945
- In dienst gesteld: 8 oktober 1946
- Geschrapt: Verkocht op 24 juni 1974 en afgebroken

### Technische gegevens
- Waterverplaatsing: 2.200 ton
- Lengte: 114,80 m
- Breedte: 12,40 m
- diepgang: 4,80 m
- Vermogen: 60.000 pk (45 MW) - 2 schroeven
- Reikwijdte: 6.500 naut. mijl. (12.000 km aan 15 knopen)
- Snelheid: 34 knopen (63 km/u)
- Bemanning: 336 officieren en matrozen

### Bewapening
- 6 x 12-cm/38 kanonnen
- 12 x 40-mm AA snelvuurkanonnen
- 11 x 20-mm AA snelvuurkanonnen
- 10 x 21-inch torpedobuizen
- 6 x dieptebomwerpers
- 2 x dieptebomrails